# Lewis Gibson (Eiskunstläufer)
Lewis Gibson (* 1. Mai 1994 in Prestwick) ist ein britischer Eiskunstläufer. Er nahm im Eistanz zusammen mit Lilah Fear an den Olympischen Winterspielen 2022 und an fünf Weltmeisterschaften im Eiskunstlauf teil.

## Karriere
Gibson trat von der Saison 2011/12 bis zur Saison 2015/16 im Einzellauf an. Bei den britischen Meisterschaften 2014 gewann er in seiner ersten Saison bei den Erwachsenen eine Silbermedaille.
2016/17 wechselte Gibson zum Eistanz. Mit seiner Partnerin Lilah Fear wurde er bereits in dieser Saison britischer Meister. Er qualifizierte sich außerdem für Europa- und Weltmeisterschaften. In der folgenden olympischen Saison wurden Gibson und Fear bei den britischen Meisterschaften Zweite hinter Penny Coomes und Nicholas Buckland, die Großbritannien bei den Olympischen Winterspielen 2018 vertraten.
2018/19 gelang Gibson und Fear mit der Teilnahme an den Grand-Prix-Wettbewerben Skate America und NHK Trophy der internationale Durchbruch. Ihren ersten Platz unter den besten Zehn bei Weltmeisterschaften erreichte das Paar 2021 in Stockholm.

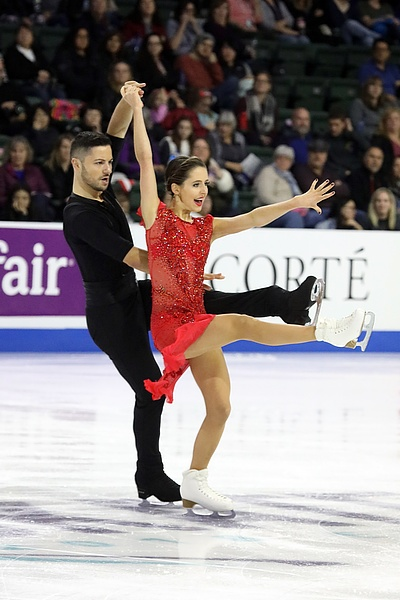
Gibson und Fear bei Skate America 2018

Für die olympische Saison 2021/22 wählten Gibson und Fear Musik von Kiss für ihren Rhythmustanz und von Hans Zimmer aus dem Film Der König der Löwen für ihre Kür. Bei ihren ersten Olympischen Spielen erreichten sie im Eistanz mit Platz 10 im Rhythmustanz und Platz 9 in der Kür im Gesamtergebnis Platz 10. Bei den anschließenden Weltmeisterschaften in Montpellier erreichte das Paar mit einer persönlichen Bestleistung in der Gesamtpunktzahl den sechsten Platz.
In der Saison 2022/23 gewannen Gibson und Fear die Nebelhorn Trophy mit persönlichen Bestleistungen im Rhythmustanz und im Kürtanz.

## Ergebnisse
Zusammen mit Lilah Fear im Eistanz:
| Meisterschaft / Jahr                                        | 2017    | 2018    | 2019    | 2020    | 2021    | 2022    | 2023    | 2024    |
| ----------------------------------------------------------- | ------- | ------- | ------- | ------- | ------- | ------- | ------- | ------- |
| Olympische Winterspiele                                     |         |         |         |         |         | 10.     |         |         |
| Weltmeisterschaften                                         | 22.     | 24.     | 13.     | A       | 7.      | 6.      |         |         |
| Europameisterschaften                                       | 15.     |         | 6.      | 5.      | A       | 5.      | 2.      |         |
| Britische Meisterschaften                                   | 1.      | 2.      | 1.      | 1.      | A       | 1.      |         |         |
| Wettbewerb / Saison                                         | 2016/17 | 2017/18 | 2018/19 | 2019/20 | 2020/21 | 2021/22 | 2022/23 | 2023/24 |
| GP Finale                                                   |         |         |         |         |         |         | 4.      |         |
| GP MK John Wilson Trophy                                    |         |         |         |         |         |         | 2.      |         |
| GP NHK Trophy                                               |         |         | 4.      | 4.      |         | 3.      |         |         |
| GP Skate America                                            |         |         | 5.      |         |         |         |         |         |
| GP Skate Canada                                             |         |         |         | 3.      | A       | 7.      | 2.      | 2.      |
| CS Nebelhorn Trophy                                         |         |         | 4.      | 4.      |         |         | 1.      | 1.      |
| CS Nepela Memorial                                          |         |         |         |         |         |         |         | 1.      |
| GP = Grand Prix, CS = ISU-Challenger-Serie, A = ausgefallen |         |         |         |         |         |         |         |         |